# 네브래스카주의 기

네브라스카 주의 기

네브래스카의 기는 네브래스카주의 깃발이다. 파란 바탕에 네브라스카 주의 문장이 새겨진 형태의 기이다.

## 같이 보기
- 미국의 주기 목록